# Curon Venosta
Curon Venosta, németül: Graun im Vinschgau, település Olaszország északi részén, a dél-tiroli Bolzano autonóm megyében. Lakosainak száma 2376 fő (2023. január 1.). Curon Venosta Valsot, Malles Venosta, Kaunertal, Nauders, Pfunds, Ramosch, Sent, Sölden és Tschlin községekkel határos. Az olasz–osztrák–svájci hármashatár a település közelében húzódik.

## Története

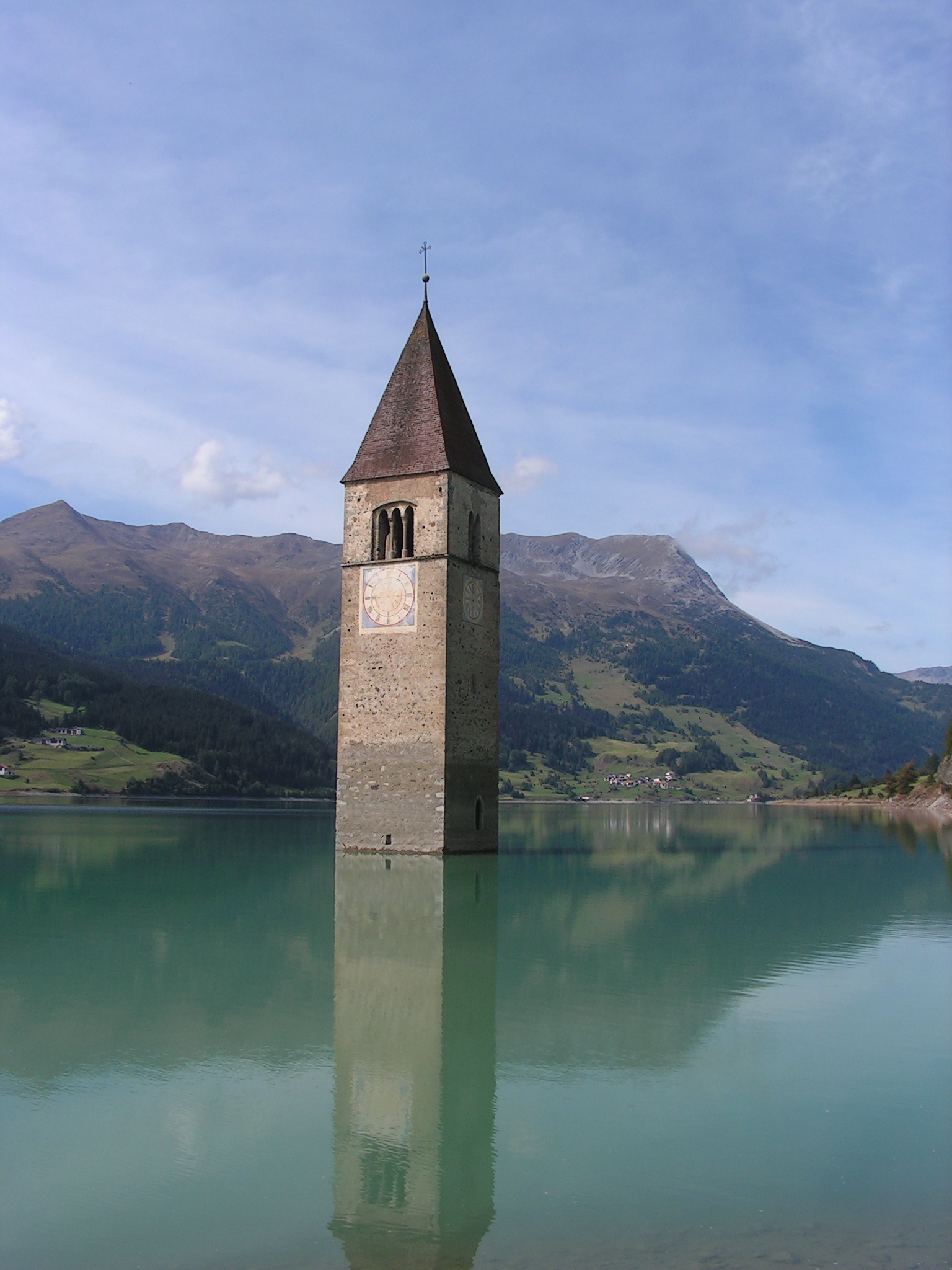
A harangtorony a tóban

1147-ben említik először, Curun apud lacum néven. 1928-ban csatolták hozzá az először 1519-ben említett Resia települést, valamint San Valentino alla Muta és Vallelunga településeket; teljes neve Curon Venosta lett. 1950-ben az erőmű építése miatt létrejött mesterséges tó miatt az eredeti település víz alá került, és a völgy keleti részén építették újjá; az eredeti épületek közül az 1357-ben épült, Alexandriai Szent Katalinról elnevezett templom harangtornya túlélte a felrobbantására tett kísérletet, és a mai napig kilátszik a vízből. A torony a környék legismertebb turistalátványossága; a település címerében is szerepel. Télen, mikor befagy a hó, a torony megközelíthető. Egy helyi legenda szerint időnként hallani a harangokat – a valóságban a település elhagyása előtt kiemelték őket.
Az elmerült faluról Marco Balzano írt regényt; a könyv és a belőle készült film is 2018-ban jelent meg.

## Népesség
A települést majdnem teljesen német anyanyelvűek lakják, a 2011-es népszámlálás szerint arányuk 97,34%.
A település népességének változása:
| Lakosok száma | 2376 | 2381 | 2376 |
|               | 2017 | 2018 | 2023 |